# Josimi Száz Barlang
A Josimi Száz Barlang (japánul: 吉見百穴 (Josimi Hjakuana vagy Hjakkecu)) egy tufába vájt, a Kofun-korból származó mesterséges barlangegyüttes Japán Szaitama prefektúrájában, amelyet temetkezési célra használtak. Történelmi jelentősége mellett másik különlegessége a némelyik barlangban növő világító moha. A helyszínt turisták belépődíj ellenében látogathatják.
A terület Higasimacujama város keleti szélén, közigazgatásilag Josimi területén található. Ma összesen 219 kis sírbarlang azonosítható a területen, amivel ez az ország legnagyobb ilyen jellegű helyszíne. Vannak köztük szabályosan sorakozó lyukak (ezek többnyire a későbbi időszakból származnak) és rendszertelenül elhelyezkedők is (általában régebbiek).

## Története
A vízszintes lyukakat a Kofun-kor végén, a 6. és 7. század vége közti időszakban vájták bele a viszonylag puhának számító tufás homokkőbe. A lyukakat 1887-ben tárták fel, de ezekről a munkálatokról fényképek, leletek és részletes információk jóformán nem maradtak fenn. 1923-ban országos jelentőségű történelmi emlékké nyilvánították őket.
A barlangok alakjuk szerint több csoportba sorolhatók, de szinte mindegyiknek a közös jellemzője, hogy belsejében a falak közelében egy-egy 10–20 cm magas kiemelkedést létesítettek, ahova a halottakat helyezték el. Ha egy barlangban több ilyen is van, az azt jelenti, hogy abba a barlangba több holttestet helyeztek el. A barlangok bejáratait a környék hegyeiben elterjedt, zöldes színű kloritpala kőből készült fedővel torlaszolták el, így ezekbe a nyitható-zárható sírkamrákba később is be lehetett még lépni, sőt, később újabb embereket lehetett eltemetni bele. Régebben, a 3–4. században a függőleges sírkamrák voltak elterjedve, ám azokat, ha újra akarták hasznosítani, meg kellett semmisíteni. Ezekbe a régi sírokba még csak a leghatalmasabb családok tagjait temették el, de később már ezen családok fő bizalmasait és azok családjait is: így jöttek létre Japán-szerte a hasonló Kofun-kori síregyüttesek, amelyekbe, mivel ebben az időben Kína irányából Japánba is átterjedt a vízszintes sírkamrák építése, már többször egymás után lehetett temetkezni.

### Hadianyaggyár a második világháborúban

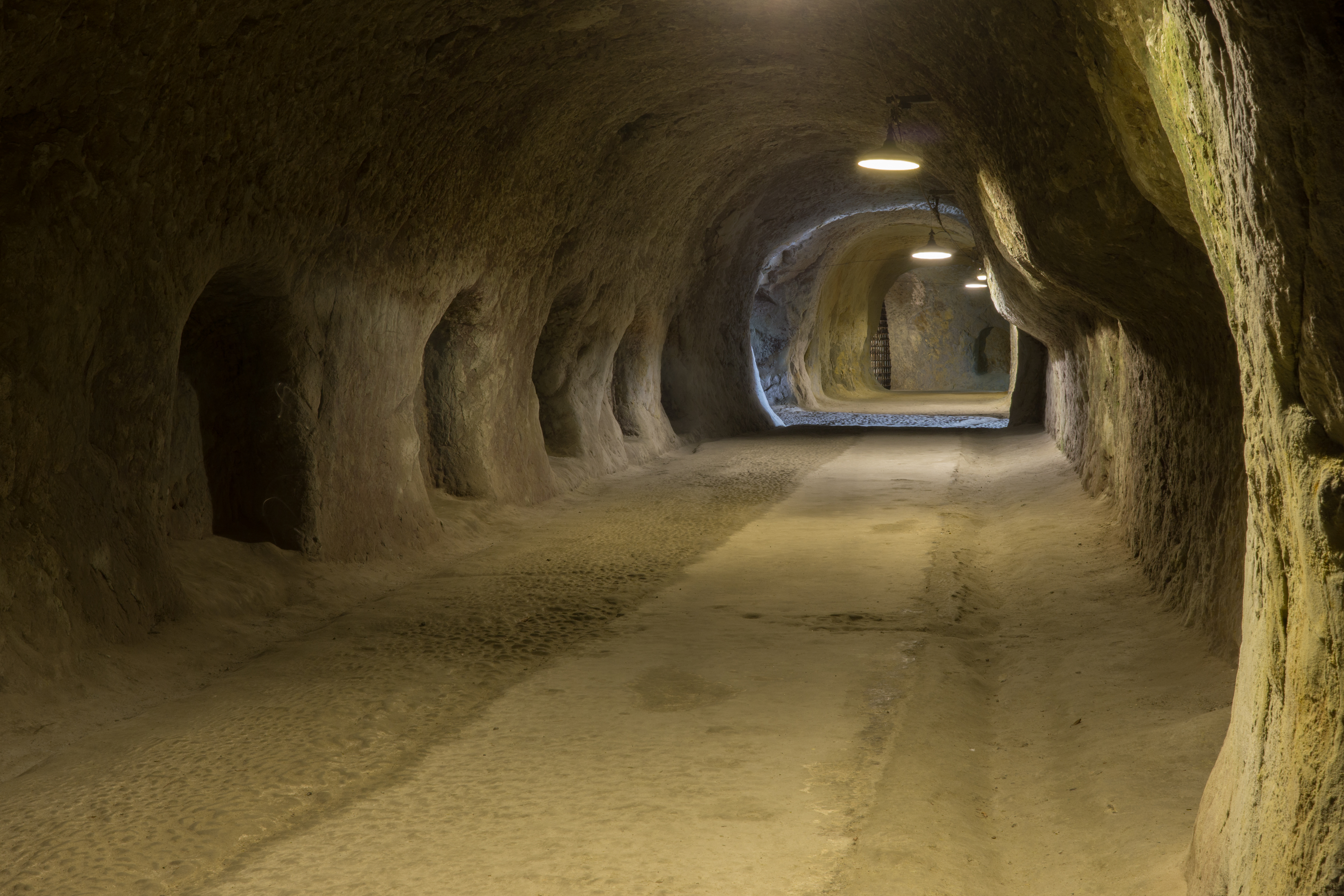
Egy barlang belseje

1944-ben és 1945-ben a japán repülőgépgyárakra mért amerikai légicsapások következtében a repülőgépgyártás jelentősen visszaesett az országban. Bár a Muszasinóban található Nakadzsima gyár már tervezte, hogy a föld alá költözik, ez nem történt meg időben, így a novemberi és decemberi két légitámadásban ez a gyár is jelentős károkat szenvedett. Végül a mai Szaitamában működő gyár ellátására rendeztek be a josimi barlangok hegyének aljában egy föld alatti üzemet, aminek a kialakításán 3000–3500, az ország minden részéről összegyűjtött koreai munkás dolgozott éjjel-nappal. Az Icsino folyó eredetileg a barlangokat tartalmazó szikla lábánál írt le egy kanyart, de ezt, a gyár előtti sík terület biztosíthatóságának érdekében a folyót nyugati irányba elterelve levágták, és kialakították a ma is látható egyenes folyószakaszt. Ezen munkálatok következtében tucatnyi régi barlang megsemmisült. Végül mire a termelés elkezdődhetett volna az üzemben, a háború véget ért. Az a körülbelül 3 méter átmérőjű alagút, amelyben a gyár működött, ma is látható: ebben a különféle járatok sakktáblaszerűen kereszteződnek egymással, három kijárata pedig a sírbarlangokhoz vezet. Ezen kívül még megvan az a mályvacserje is, amit az utolsó koreai munkás hazatérésével a Japán és Korea közti béke eljövetelének reményével ültettek.

## A világító mohák
A helyszín különlegessége, hogy némelyik barlangban zöldes fényt kibocsátó, a Schistostega pennata fajhoz tartozó mohák (japánul: hikarigoke, azaz „fénymoha”) nőnek. Ezen ritka növényeknek csak bizonyos hőmérséklet és páratartalom felel meg, ami számukra főként a Csúbu régiótól északra levő hegyvidéken biztosított, így az, hogy pont ezen a helyen, a kantói síkvidéken is előfordul, igazi különlegességnek számít.